# 白山媛神社 (長岡市)
白山媛神社（しらやまひめじんじゃ）は、新潟県長岡市の神社。

## 歴史
創建年代は不明である。ただ、社殿は1771年（明和8年）に再建されたものであるため、少なくとも江戸時代中期には既に存在していたものと推測される。
江戸時代、寺泊は北前船の寄港地であったため、海運業者の信仰を集めた。地元の寺泊の総鎮守でもあった。
2022年（令和4年）1月5日、社務所兼住宅から火が出て全焼し、当社の宮司とその母親が焼死した。

## 文化財
- 白山媛神社奉納船絵馬（重要有形民俗文化財 昭和45年7月30日指定）[4]

## 交通アクセス
- 寺泊駅より車8分。